# جان نورول
جان نورول (به انگلیسی: John Norvell) سناتور سابق عضو حزب دموکرات ایالات متحده آمریکا بود. وی در سال ۱۸۳۷ تا ۱۸۴۱ میلادی سناتور ایالت میشیگان در سنای ایالات متحده آمریکا بود.